# جاميد أغالاروف
جاميد أغالاروف (مواليد 16 يوليو 2000) هو لاعب كرة قدم روسي يلعب في مركز المهاجم في نادي أوفا.